# Vjačeslavas Sukristovas
Vjačeslavas Sukristovas (* 1. ledna 1961, Vilnius) je bývalý litevský fotbalista, obránce či záložník, který reprezentoval Sovětský svaz a Litvu. Se sovětskou reprezentací získal stříbrnou medaili na mistrovství Evropy v roce 1988, byť do hry nezasáhl. Nastoupil za ni v průběhu roku 1988 ke čtyřem utkáním. Za litevskou reprezentaci nastupoval v letech 1990–1997, odehrál za ni 26 zápasů, v nichž vstřelil dvě branky (do sítě Albánie v kvalifikaci na MS 1994 a Slovinska v kvalifikaci na ME 1996). Sedm sezón hrál nejvyšší sovětskou soutěž za Žalgiris Vilnius (1984–1990), nejlepšího umístění s ním dosáhl roku 1987, 3. příčku. Pak hrál jeden rok za Lokomotiv Moskva (1990) druhou nejvyšší sovětskou soutěž, načež strávil řadu sezón v Izraeli, v dresu Beitar Tel Aviv (1990–1992), Makabi Netanja (1992–1993), Makabi Hertzlija (1993–1994), Hapoel Ramat Gan (1994–1995), Hapoel Haifa (1995–1996) a Bnej Jehuda Tel Aviv (1996–1997). Na poslední sezónu kariéry se vrátil do Žalgirisu, do nejvyšší litevské soutěže.